# Funicular de Bakú
El Funicular de Bakú (en azerí: Bakı funikulyoru) es el primer y único sistema funicular en la ciudad capital de la República de Azerbaiyán, Bakú. Conecta en cuadrado a Avenida Neftchilar y Callejón de los Mártires.

## Características técnicas

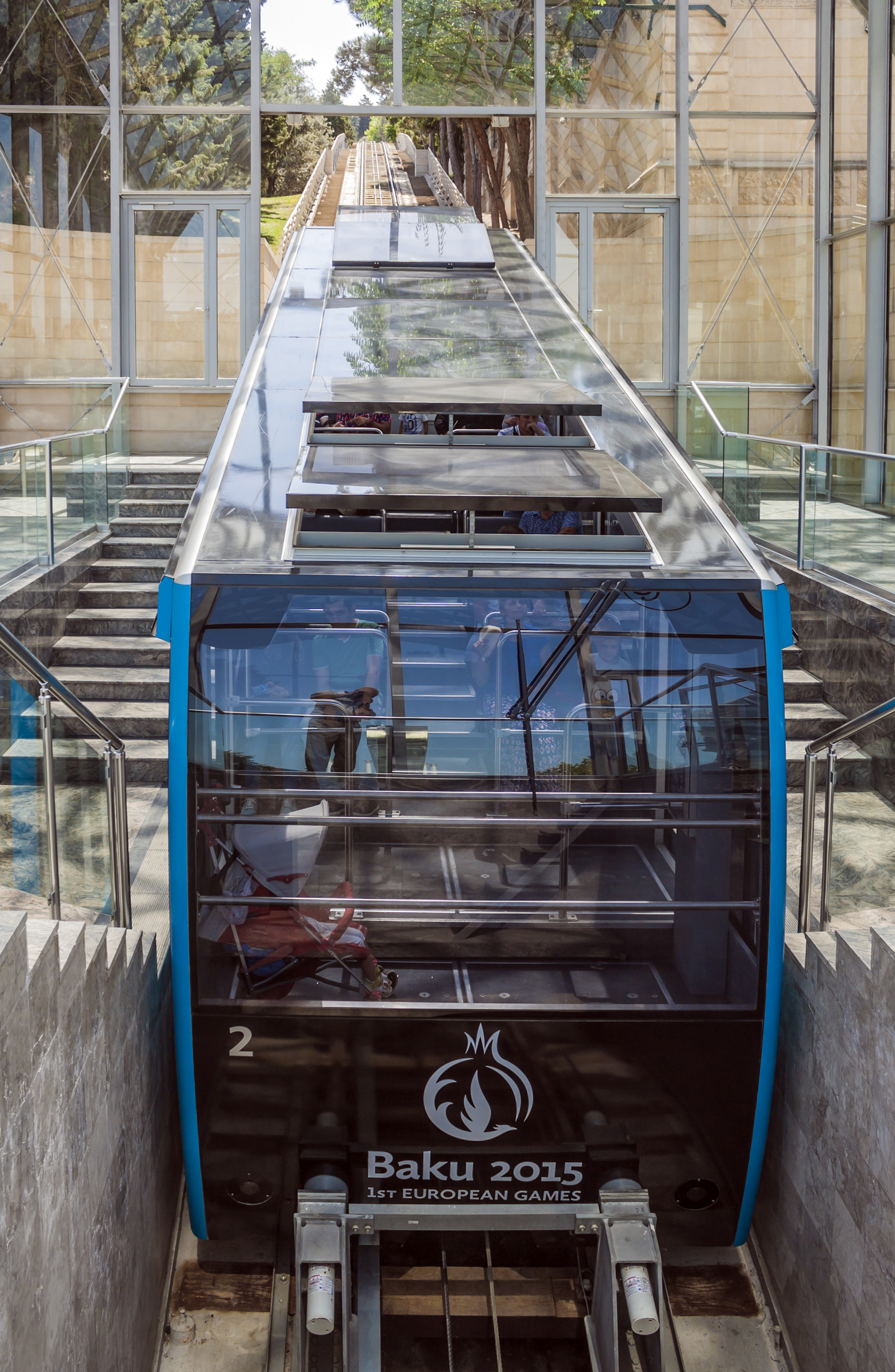
Un funicular con el logo de los Juegos Europeos 2015

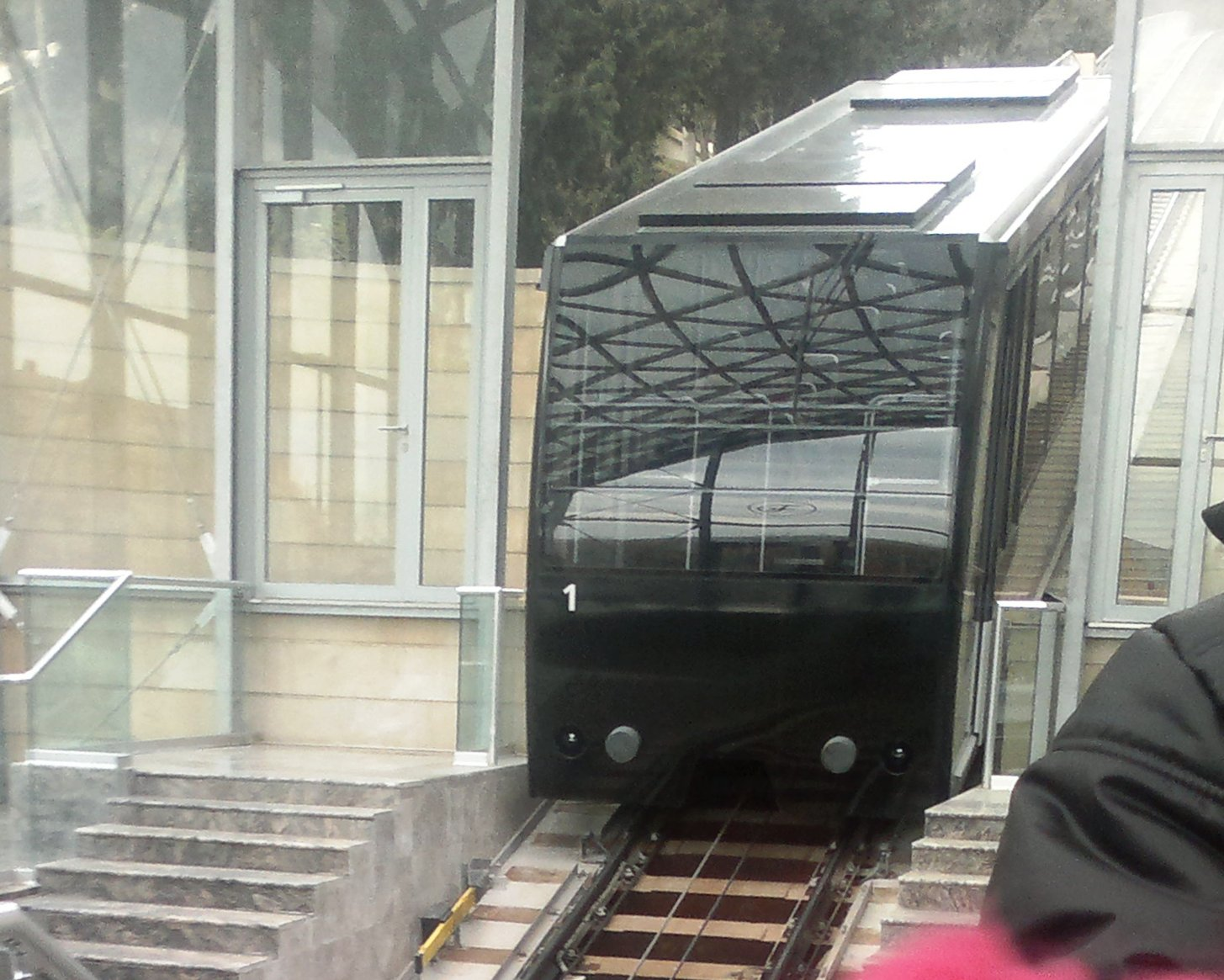
Tren del funicular de Bakú en 2014

- La longitud de la vía férrea es de 455 metros (1.493 pies)[cita requerida]
- Consiste en una parte de una sola pista y un lugar de paso..
- Hay dos estaciones; impulsión eléctrica y cuerda..
- Dos vagones: BF-1 y BF-2 son explotados.
- Su capacidad de transporte es de 2000 por día. La velocidad máxima es de 2,5 metros por segundo (8,20209975 pies / s).
- El intervalo entre las salidas de los vagones es de 10 minutos.
- El tiempo de servicio del tren entre las estaciones es de 4 minutos.[cita requerida]
- El horario es de 10:00 a 22:00.

## Historia

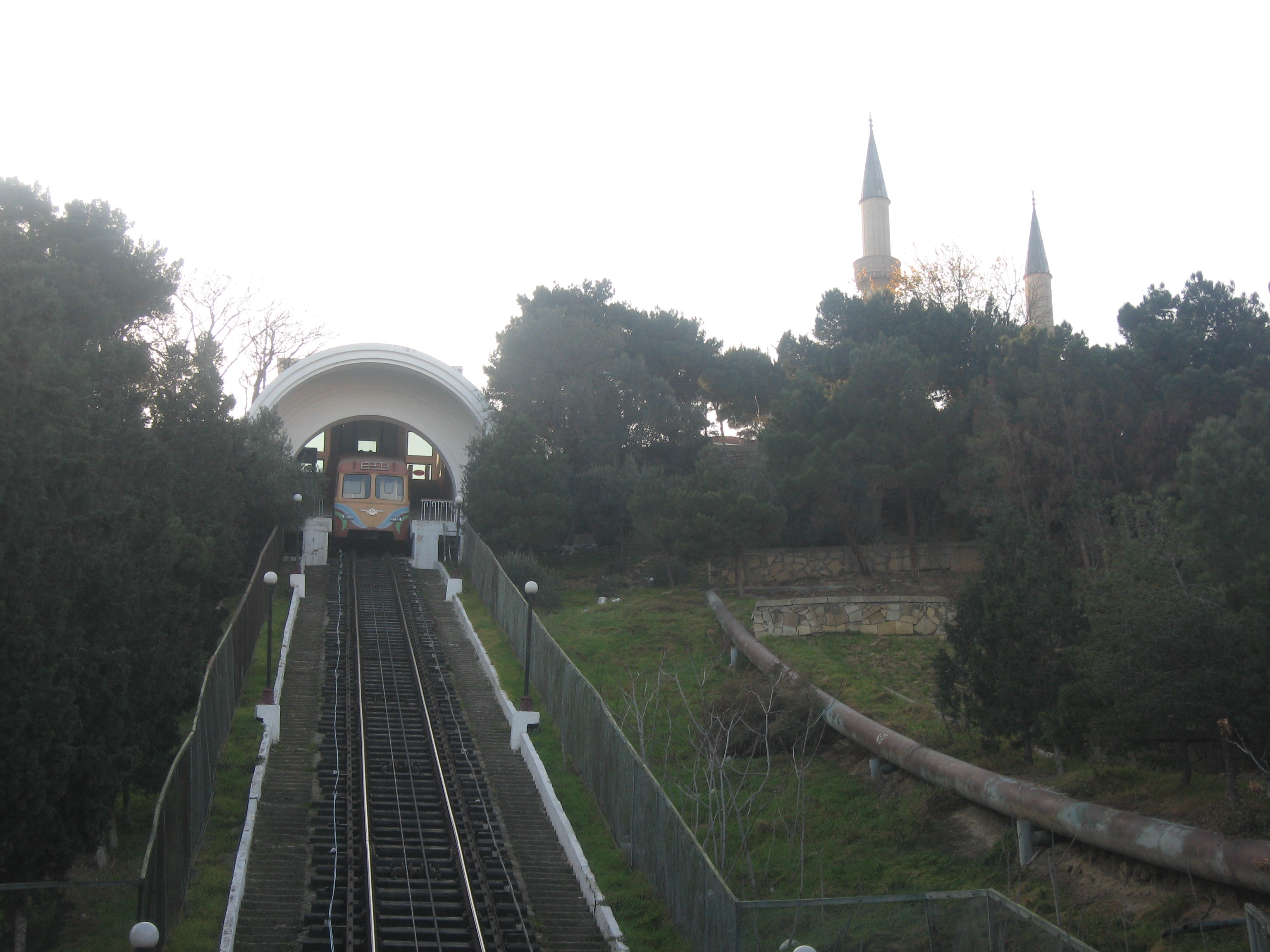
El Funicular de Bakú en el 2008

El funicular fue construido por iniciativa de Alish Lambaranski. Fue inaugurado en 1960. Tofig Ismayilov es el director del funicular desde 2006. El funicular tiene 11 empleados. En la época soviética, se utilizaron vagones hechos en Járkov.

## Funicular moderno
El funicular de Bakú fue reparado varias veces. Fue cerrado a fines de la década de 1980 y reabierto en 2001. También fue reparado capitalmente en 2001 y 2007. En abril de 2011, fue nuevamente cerrado para la revisión completa, y reabierto el 23 de mayo de 2012 después de la revisión general y la reconstrucción. En la ceremonia de reapertura estuvo presente el presidente Ilham Aliyev y su esposa Mehriban Aliyeva.
El funicular tiene dos estaciones llamadas "Bahram Gur" y "Martyrs 'Lane".